# Варсонофий (Толстухин)
Архимандри́т Варсоно́фий (в миру Васи́лий Григо́рьевич Толсту́хин; 1 (13) января 1887, Епифань, Тульская губерния — 27 февраля 1952, Рабат, Французское Марокко) — архимандрит Русской православной церкви, строитель и первый настоятель храма Воскресения Христова в Рабате.

## Биография
Родился в 1887 году в городе Епифань Тульской губернии. Его родители: Григорий Спиридонович Толстухин (1847) и Анастасия Александровна (1856), в девичестве Жилина. Крестили сына в храме Архистратига Михаила села Красное на Буйце Епифанского уезда Тульской губернии в имении графа А. В. Олсуфьева.
В 1901 году, по окончании городского училища, в возрасте четырнадцати лет, поступил в Спасо-Преображенский Валаамский монастырь. Послушание проходил с 1907 года при архиерейском доме архиепископа Финляндского Сергия (Страгородского).
С 1909 года — катехизатор в Карельской миссии.
Послушник с 1909, монах — с 1910 года. В 1910 году рукоположен в сан иеродиакона.
После революции в связи с изменением государственных границ оказался на территории Финляндии.
В 1922 году рукоположен в иеромонаха.
В 1922 году за отстаивание в Финляндии юрисдикции патриарха Московского Тихона был сослан на остров Коневец.
В 1923 году архиепископом Серафимом (Лукьяновым) награждён грамотой за составление акафиста преподобному Арсению Коневскому.
В 1926 году был вынужден оставить Коневец и переехать в Болгарию. Временно проживал в Рильском монастыре, написав акафист основателю монастыря.
Из Болгарии вызван в Париж митрополитом Евлогием (Георгиевским). Был вольнослушателем в Богословском институте.
Некоторое время служил в церкви обители-приюта «Нечаянная Радость» в городе Гарган-Ливри (Франция).
В 1927 году был направлен на служение в Рабат (Марокко). Построил храм Воскресения Христова в Рабате, настоятелем которого был до своей кончины.
13 ноября 1932 года в день освящения храма возведён в сан архимандрита.
Трудами отца Варсонофия были открыты храмы в городах Хурибга, Танжер и Касабланка. Богослужения совершались также в других городах Марокко: Фесе, Марракеше, Кенитре и Мекнесе.
С 1946 года — благочинный русских церквей в Алжире и Марокко в ведении Западноевропейского экзархата Московского Патриархата.
Скончался 27 февраля 1952 года в Рабате. Погребён в русской православной часовне на христианском кладбище Рабата, вошедшей в 2010 году в «Перечень находящихся за рубежом мест погребения, имеющих для Российской Федерации историко-мемориальное значение».